# Meisterwerk 2
Meisterwerk 2 er et opsamlingsalbum af det britiske death/doom metal-band My Dying Bride, som blev udgivet i 2001 gennem Peaceville Records. Albummet indeholder albumsspor og sjældne indspilninger. Dets ledesager Meisterwerk 1 blev udgivet det forrige år. 

## Sporliste
1. "Sear Me MCMXCIII" (fra Turn Loose the Swans)
2. "Follower" (fra den japanske version af 34.788%...Complete)
3. "Vast Choirs" (fra Towards the Sinister)
4. "She Is the Dark" (fra The Light at the End of the World)
5. "Catching Feathers" (fra Towards the Sinister)
6. "Two Winters Only" (fra The Angel and the Dark River)
7. "Your River" (fra Turn Loose the Swans)
8. "Some Velvet Morning" – Nancy Sinatra/Lee Hazlewood – (fra Peaceville Records "X" opsamlingsalbummet)
9. "Roads" – Portishead – (fra Peaceville Records "X" opsamlingsalbummet)
10. "For You (Videospor)" – (fra Like Gods of the Sun)